# Vachdorf
Vachdorf est une commune allemande de l'arrondissement de Schmalkalden-Meiningen, Land de Thuringe.

## Géographie
Vachdorf est au bord de la Werra. 
La commune se trouve sur la Bundesstraße 89 et sur la ligne d'Eisenach à Lichtenfels.

## Histoire
Vachdorf est mentionné pour la première fois en 840 sous le nom de "Fachkedorp" dans un document de Louis le Pieux. Il est une propriété royale carolingienne sans doute fortifiée.
En 1230, un certain Konrad von Vachdorf est nommé Dienstmann de l'évêché de Wurtzbourg par Hermann von Lobdeburg. En 1430, l'évêque Johann von Brunn met en gage les villages de Vachdorf et de Leutersdorf au profit des comtes d'Henneberg (de)-Schleusingen. La mise en gage est rachetée en 1495. En 1542, Vachdorf fait partie de l'exclave wurtzbourgeoise de Meiningen dans l'échange avec les comtes d'Henneberg-Schleusingen. Après leurs morts, l'exclave devient la propriété de la maison de Wettin.
À Vachdorf, a lieu de 1619 à 1665 une chasse aux sorcières dont sont victimes quatorze femmes et deux hommes. Onze femmes sont exécutées, on ne connaît pas le sort des autres personnes.

## Source de la traduction
- (de) Cet article est partiellement ou en totalité issu de l’article de Wikipédia en allemand intitulé « Vachdorf » (voir la liste des auteurs).